# Tosa d'Alp

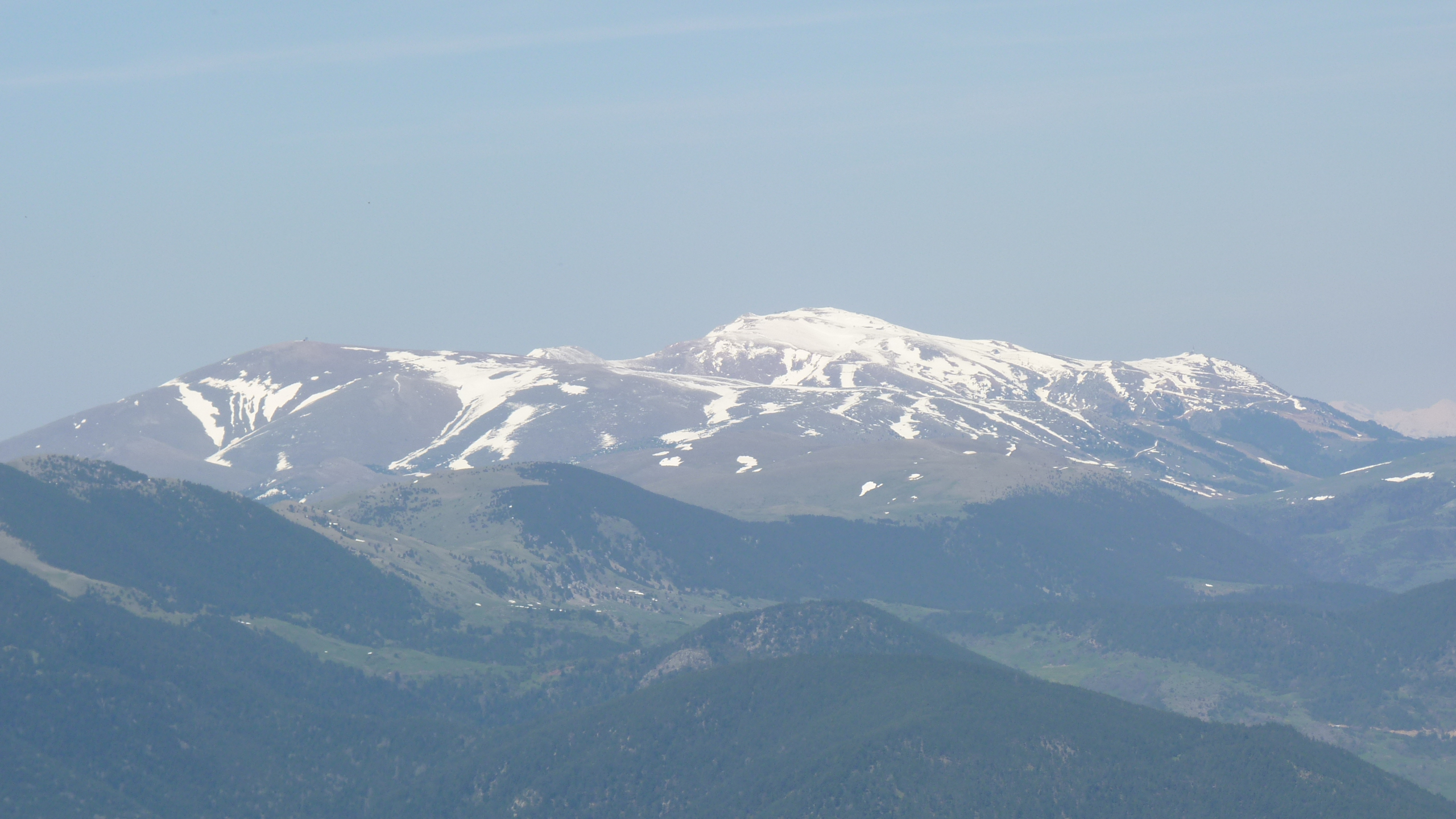
Tosa d'Alp (al centro)

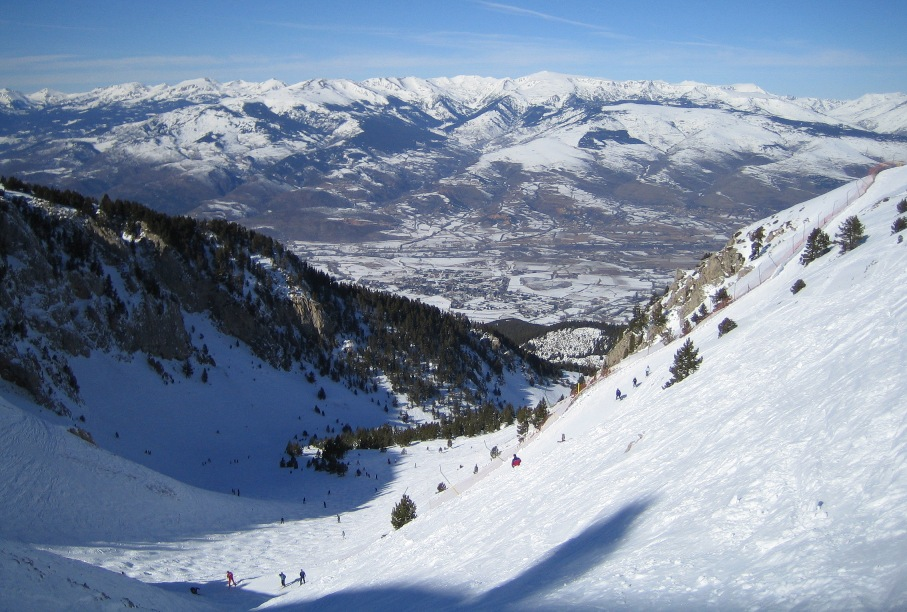
Coma Oriola, al lado oeste de Masella

La Tosa, nombre oficial recogido por el Instituto Cartográfico de Cataluña, o también denominada popularmente como La Tosa d'Alp, es una montaña de 2535 metros situada al este de la sierra del Moixeró, en el límite entre la Baja Cerdaña y el Bergadá (42°19′18.02″N 1°53′37.75″E / 42.3216722, 1.8938194).
Debido a que en lo alto confluyen los territorios de cuatro municipios (Alp, Urús, Das y Bagà) su punta también se conoce como Pedró dels Quatre Batlles (Pedró de los Cuatro Alcaldes).
En su cima podemos encontrar un vértice geodésico (referencia 282081001). También en su cima, encontramos el refugio guardado del Niu de l'Aliga, que dispone de cafetería, restaurante, aseos y vistas panorámicas desde sus ventanas y terraza.
En sus faldas hay dos estaciones de esquí: La Masella en la cara norte y La Molina en la cara este.
El Coll de Pal la separa por levante del Puigllançada.